# Eerste klasse 1967-68 (basketbal België)
Het seizoen 1967-1968 was de 21e editie van de hoogste basketbalcompetitie. Standard Liège werd voor het eerst kampioen, Hermes Kiel en Fellows Antwerpen waren de nieuwkomers.
Vanaf dit seizoen werd een nieuwe weg ingeslagen, door het toestaan van sponsors op het shirt , op uitzondering van Standard en Royal IV SC Anderlecht , die bij gelijknamige  sterke voetbalclubs aanleunen. Sommige ploegen werden inventief om de naam van de sponsor te verbinden aan de ploeg, met naamwijzigingen tot gevolg

## Naamswijzigingen
- Hermes Kiel werd Hyfima Kiel
- Antwerpse BBC werd Antwerpse Ford (Fysieke Ontspanning met Raad en Daad)
- Oxaco werd Oxaco Tomado ( Tot Onze Meest Aangename Dagelijkse Onstpanning )
- Rancing Basket werd Racing Bell (Basketbal Eist Lichamelijke Lenigheid)

## Eindstand
|  |    |                           | P  | W  | v  | G | Ptn |
|  | -- | ------------------------- | -- | -- | -- | - | --- |
|  | 1  | Standard Liège            | 22 | 20 | 2  | 0 | 40  |
|  | 2  | RC Bell                   | 22 | 16 | 3  | 3 | 35  |
|  | 3  | Royal IV SCA              | 22 | 16 | 5  | 1 | 33  |
|  | 4  | Antwerpse Ford BBC        | 22 | 15 | 5  | 2 | 32  |
|  | 5  | Pitzemburg                | 22 | 11 | 11 | 0 | 22  |
|  | 6  | Bavi Vilvoorde            | 22 | 10 | 12 | 0 | 20  |
|  | 7  | Oxaco                     | 22 | 10 | 12 | 0 | 20  |
|  | 8  | Hyfima Kiel               | 22 | 9  | 12 | 1 | 19  |
|  | 9  | VG Oostende               | 22 | 8  | 14 | 0 | 16  |
|  | 10 | Fellows Antwerpen         | 22 | 4  | 13 | 5 | 13  |
|  | 9  | Racing White              | 22 | 2  | 19 | 1 | 5   |
|  | 10 | Canter-Crossing Molenbeek | 22 | 2  | 19 | 1 | 5   |

1928 · 1929 · 1930 · 1931 · 1932 · 1933 · 1934 · 1935 · 1936 · 1937 · 1938 · 1939 · 1940 · 1941 · 1942 · 1943 · 1944 · 1945 · 1946 · 1947 · 1948 · 1949 · 1950 · 1951 · 1952 · 1953 · 1954 · 1955 · 1956 · 1957 · 1958 · 1959 · 1960 · 1961 · 1962 · 1963 · 1964 · 1965 · 1966 · 1967 · 1968 · 1969 · 1970 · 1971 · 1972 · 1973 · 1974 · 1975 · 1976 · 1977 · 1978 · 1979 · 1980 · 1981 · 1982 · 1983 · 1984 · 1985 · 1986 · 1987 · 1988 · 1989 · 1990 · 1991 · 1992 · 1993 · 1994 · 1995 · 1996 · 1997 · 1998 · 1999 · 2000 · 2001 · 2002 · 2003 · 2004 · 2005 · 2006 · 2007 · 2008 · 2009 · 2010 · 2011 · 2012 · 2013 · 2014 · 2015 · 2016 · 2017 · 2018 · 2019 · 2020 · 2021